# Dumitru Gheorghiță
Dumitru Gheorghiță (în rusă Дмитрий Ефимович Георгицэ, n. 10 februarie 1917, Chișinău, Imperiul Rus – d. 1987, Chișinău, RSS Moldovenească, URSS) a fost un compozitor și acordeonist moldovean din perioada sovietică.

## Biografie
Acesta s-a născut în 1917, în Chișinău. Între anii 1927-1933 studiază la Conservatorul "Unirea" din Chișinău, apoi activează ca trompetist la restaurantele Boldur, Belvenu, Trianon, urmând ca din 1940 să lucreze și la cinematografele Odeon, Moulin Rouge și Modern, toate din Chișinău.
În perioada 1971-1977 a fost acordeonist în Orchestra de studio şi în Orchestra de muzică populară „Folclor”, ambele ale Radioteleviziunii din Chişinău. În 1967 a primit titlul de Artist al Poporului din RSS Moldovenească, iar în 1976 a fost distins cu Premiul de Stat al RSS Moldovenești. A fost membru al Uniunii Compozitorilor din Moldova, precum și cetățean de onoare al Chișinăului. 
A decedat în 1987, fiind înmormântat în Cimitirul Central din Chișinău. O stradă din oraș poartă numele acestuia. 